# JİTEM
JİTEM est l'abréviation de Jandarma İstihbarat ve Terörle Mücadele (service de renseignements et antiterrorisme de la gendarmerie), un organisme de la gendarmerie turque dont l'existence n'est pas reconnue officiellement par l'État turc. 
L'abréviation JİT (Jandarma İstihbarat Teskilatı) est aussi courante. 

## Abdülkadir Aygan
Abdülkadir Aygan est un des transfuges les plus connus du PKK. Passé au service des forces de sécurité, il aurait participé à des dizaines de séances de torture, exécutions extrajudiciaires et élimination de cadavres ; réfugié en Suède en 2003, il multiplie les révélations sur ses activités répressives. Une fosse commune dont il avait révélé l'existence a été retrouvée à Silopi en 2009. Ses aveux concernant le JİTEM sont apparus dans le livre Itirafçı: Bir JİTEM'ci anlattı (Transfuge : un collaborateur du JİTEM rapporte).

## Prises de position
Les premières révélations sur le JİTEM commencent à être publiées après l'accident de voiture de Susurluk en 1996, révélant certains liens entre classe politique, forces de l'ordre, et mafia turque.
En 1998, l'ancien premier ministre, Mesut Yılmaz, déclare dans une émission de télévision, que le JİTEM avait existé, mais avait été dissout.
En 2004, l'ancien commandant en chef de la gendarmerie dans les anciennes zones d'état d'exception, le général Altay Tokat, a déclaré qu'une organisation du nom de JİTEM avait existé, qu'elle avait joué son rôle et qu'elle avait ensuite été dissoute. 
En 2006, l'ancien commandant de gendarmerie Teoman Koman déclare : Il n'y a aucune formation légale ou illégale au sein de la gendarmerie du nom de JİTEM, mais un groupe hors de la gendarmerie entretient des activités illégales sous ce nom..